# Willy Topp
Willy Adolfo Topp Bravo (Temuco, Región de la Araucanía, Chile; 4 de marzo de 1986), conocido como Willy Topp o Bully Topp, es un exfutbolista y entrenador chileno. Jugaba de delantero. Es entrenador en las inferiores del Philadelphia Union de Estados Unidos.
Topp comenzó su carrera en la Universidad Católica donde debutó en el primer equipo a los 16 años. En Chile jugó a préstamo en Temuco y Puerto Montt y en 2007 fue vendido al Bradford City de la League Two.
Dejó el club inglés en 2008 y tras un breve paso por el semiprofesional Jumilla CF español, fichó por el Royal Montegnée en 2010.

## Trayectoria

### Universidad Católica
Nacido en Temuco, Topp entró a las inferiores de la Universidad Católica a los 11 años. En la temporada 2002-03 anotó 23 goles en 28 encuentros por el equipo sub-20 del club y fue convocado a la selección sub-17 de Chile. Ese año formó parte del equipo de la Católica que jugó la Copa Milk de 2003, un torneo internacional juvenil en Irlanda del norte, Católica logró el tercer lugar. Por su actuación en el torneo, Topp fue invitado a entrenar en el Manchester City, sin embargo el equipo no fichó al joven jugador.
Jugó su primer encuentro en el primer equipo de la Universidad Católica a los 16 años contra Santiago Morning. Fue enviado a préstamo a Temuco en 2005, año en que sufrió una lesión en el metatarso, y en 2006 fue enviado a préstamo a  Deportes Puerto Montt. Dejó el club cruzado en 2007, cuando su contrato con el club terminó. Topp probó suerte en clubes europeos aprovechando su pasaporte europeo.

### Bradford City
Fichó en el Bradford City en septiembre de 2007, luego de una exitosa prueba en el equipo bajo la dirección de Stuart McCall. Debutó en su nuevo club el 29 de diciembre de 2007, como sustituto, en la derrota por 3-1 ante el Hereford United. Sin embargo, meses después fue diagnosticado de síndrome compartimental, fue sometido a operación en marzo de 2008 y se perdió el resto de la temporada.
Ya en su segundo año en Bradford, el jugador no logró la titularidad y dejó el club en diciembre de 2008. Jugó un total de 13 encuentros en Bradford, seis como titular.

### Jumilla CF
En agosto de 2009 Topp fichó en el Jumilla Club de Fútbol del Grupo 13 de la Tercera División de España.

### Royal Montegnée
En enero de 2010, Topp dejó Jumilla y fichó en el Royal Montegnée belga.

### España
Topp se radicó en España luego de dejar el club belga, y con los años formó parte del amateur Fontsanta Fatjó. En 2018 comenzó su carrera como entrenador de inferiores en el Español. Ya en el 2020 lo haría en una filial del club en Filadelfia.

### Estados Unidos
Desde 2022 es entrenador en las inferiores del Philadelphia Union de Estados Unidos.

## Selección nacional
Topp fue sparring de la selección de Chile en 2003 y 2004 bajo la dirección de Juvenal Olmos. Jugó por la selección de Chile sub-17 entre 2003 y 2005.

## Clubes
| Club                    | País       | Año       |
| ----------------------- | ---------- | --------- |
| Universidad Católica    | Chile      | 2004-2007 |
| Temuco (préstamo)       | Chile      | 2005      |
| Puerto Montt (préstamo) | Chile      | 2006      |
| Bradford City           | Inglaterra | 2007-2008 |
| Jumilla CF              | España     | 2009      |
| Royal Montegnée         | Bélgica    | 2010      |